# بيسليج
بيسليج (بالإنجليزية: Bislig)‏ هي مدينة في الفلبين، تتبع سوريجاو ديل سور، بلغ عدد سكانها 96٬578  نسمة، في 1 مايو 2010، تبلغ مساحتها 331٫80 كيلومتر مربع، رمزها البريدي هو 8311.

## الموقع
تشترك في الحدود مع:
- Hinatuan [الإنجليزية]‏.

## المناخ
يظهر الجدول التالي التغييرات المناخية على مدار السنة لبيسليج:
| البيانات المناخية لـبيسليج        | البيانات المناخية لـبيسليج | البيانات المناخية لـبيسليج | البيانات المناخية لـبيسليج | البيانات المناخية لـبيسليج | البيانات المناخية لـبيسليج | البيانات المناخية لـبيسليج | البيانات المناخية لـبيسليج | البيانات المناخية لـبيسليج | البيانات المناخية لـبيسليج | البيانات المناخية لـبيسليج | البيانات المناخية لـبيسليج | البيانات المناخية لـبيسليج | البيانات المناخية لـبيسليج |
| الشهر                             | يناير                      | فبراير                     | مارس                       | أبريل                      | مايو                       | يونيو                      | يوليو                      | أغسطس                      | سبتمبر                     | أكتوبر                     | نوفمبر                     | ديسمبر                     | المعدل السنوي              |
| --------------------------------- | -------------------------- | -------------------------- | -------------------------- | -------------------------- | -------------------------- | -------------------------- | -------------------------- | -------------------------- | -------------------------- | -------------------------- | -------------------------- | -------------------------- | -------------------------- |
| متوسط درجة الحرارة الكبرى °م (°ف) | 27 (81)                    | 27 (81)                    | 28 (82)                    | 29 (84)                    | 29 (84)                    | 29 (84)                    | 29 (84)                    | 30 (86)                    | 30 (86)                    | 29 (84)                    | 29 (84)                    | 28 (82)                    | 29 (84)                    |
| متوسط درجة الحرارة الصغرى °م (°ف) | 22 (72)                    | 22 (72)                    | 22 (72)                    | 22 (72)                    | 23 (73)                    | 23 (73)                    | 23 (73)                    | 23 (73)                    | 23 (73)                    | 23 (73)                    | 22 (72)                    | 22 (72)                    | 23 (73)                    |
| الهطول مم (إنش)                   | 64 (2.5)                   | 48 (1.9)                   | 40 (1.6)                   | 28 (1.1)                   | 41 (1.6)                   | 48 (1.9)                   | 38 (1.5)                   | 34 (1.3)                   | 33 (1.3)                   | 46 (1.8)                   | 52 (2.0)                   | 53 (2.1)                   | 525 (20.6)                 |
| متوسط الأيام الممطرة              | 13.9                       | 12.5                       | 12.2                       | 12.2                       | 16.5                       | 17.6                       | 17.5                       | 17.4                       | 16.6                       | 19.0                       | 16.6                       | 14.6                       | 186.6                      |
| المصدر: Meteoblue                 |                            |                            |                            |                            |                            |                            |                            |                            |                            |                            |                            |                            |                            |